# François de Klopstein
François de Klopstein, né le 18 avril 1837 à Val-et-Chatillon (Meurthe) et mort le 7 mars 1895 à Ville-en-Woëvre (Meuse), est un homme politique français.

## Biographie
François de Klopstein était un descendant de noble du Saint-Empire servant les Ducs de Lorraine au XVIe siècle. Il fut sous-officier dans un régiment de lancier avant re se retirer dans son château de Brandecourt. Il dirige de grandes propriétés hérités de son oncle, Alexandre de Klopstein. En 1867, il était déjà maire de Ville-en-Woëvre, et se présenta au Conseil général du canton de Fresnes-en-Woëvre mais échoue. En octobre 1871, il est élu comme conseiller général conservateur. 
Il fut élu député de la Meuse en 1876 se disant pour Mac-Mahon, conservateur et pour l'ordre. Il a été soutenu par les journaux cléricaux et réactionnaires et siège à droite. Il soutient le 16 mai 1877 et fut réélu à l'élection suivante. Il vote toujours contre les gouvernements mais ne prit pas part aux travaux parlementaires. Il se représenta pas aux élections de 1881 et quitta son siège de conseiller général en 1883, ne conservant que son mandat de maire jusqu'à sa mort en 1895. 

## Sources
- « François de Klopstein », dans Adolphe Robert et Gaston Cougny, Dictionnaire des parlementaires français, Edgar Bourloton, 1889-1891 [détail de l’édition]
- Jean El Gammal, François Roth et Jean-Claude Delbreil, Dictionnaire des Parlementaires lorrains de la Troisième République, Serpenoise, 2006 (ISBN 2-87692-620-2 et 978-2-87692-620-2, OCLC 85885906, lire en ligne), p. 229-230